# Клис
 Тази статия е за селото.  За крепостта вижте Клис (крепост).  
Клис (на хърватски: Klis) е село и център на община в Хърватия, в района на Далмация, Сплитско-далматинска жупания. Разположено е близо до едноименния планински проход.

## История
По време на Римската империя селището се нарича Андретиум. Според римския историк Дион Касий именно тук се предават през 9 г. въстаниците след продължилото почти четири години Панонско въстание.
През Средновековието за известно време градът носи името Андекриум.

## Население
Според преброяването от 2001 г. цялата община наброява 4367 жители, от които 98,47 % са етнически хървати. Само селото наброява 2557 жители.

## Забележителности
- Крепостта Клис, първоначално построена от далматите. Впоследствие използвана от римляните, служила за резиденция на хърватските крале, по-късно предадена от унгарския крал Андраш II на тамплиерите, които не успяват да я задържат. През март 1242 г. пред стените ѝ са разбити татарите. През XVI в. повече от две десетилетия хърватите я отбраняват срещу османците под предводителството на Петър Кружич.